# Vízgyűjtő terület

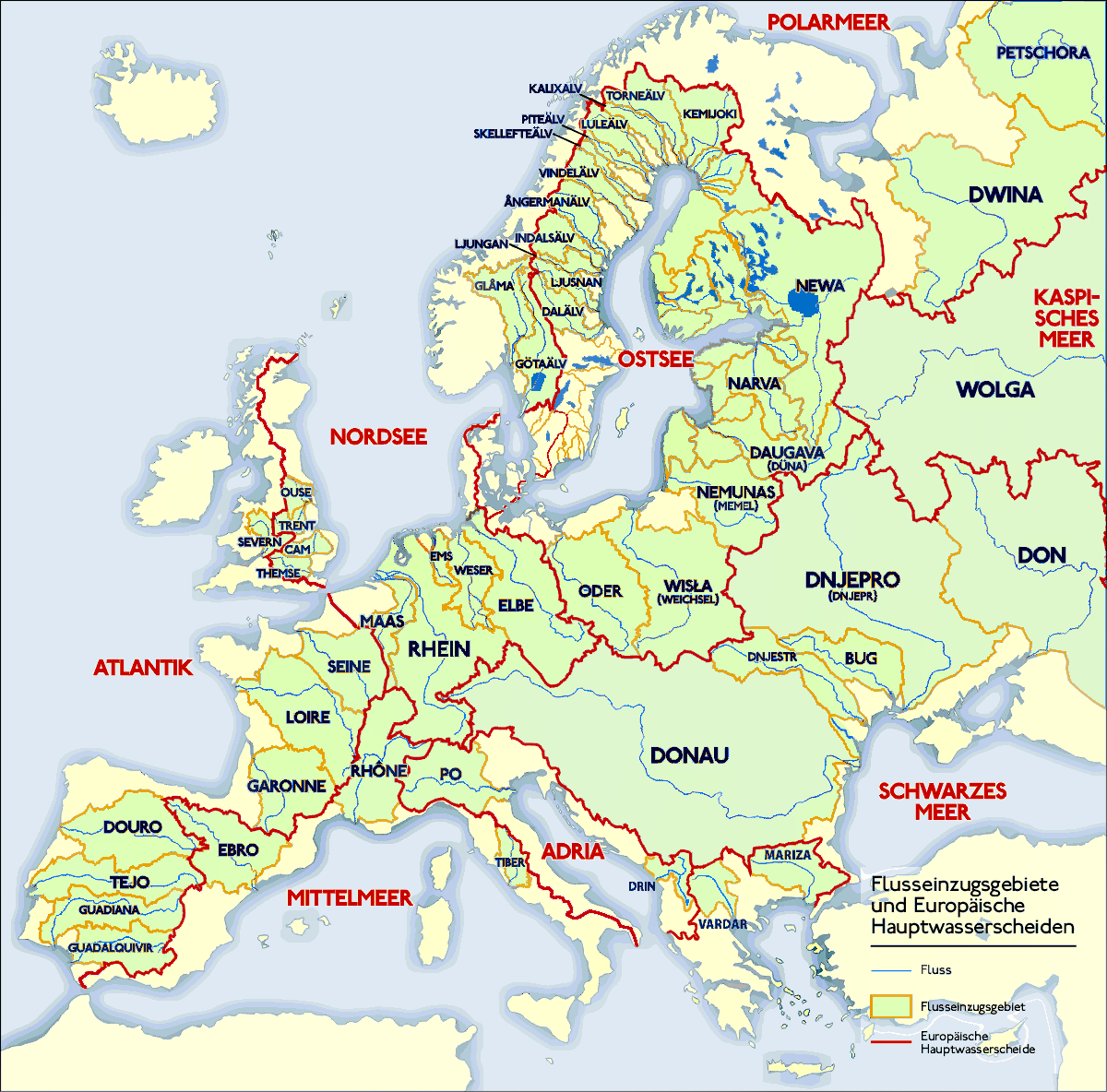
Európa fő vízgyűjtő területei és vízválasztói

A Latorca (Latorița) folyó vízgyűjtő területének 3D animációs ábrázolása

A vízgyűjtő terület a vízválasztók által elhatárolt olyan terület, ahol a csapadékból és hóolvadásból származó víz lefelé folyik a helyi erózióbázis felé, leggyakrabban patakba, folyóba, tóba vagy tengerbe, de néha víznyelőbe (pl. Szlovéniában van sok ilyen búvópatak). A vízgyűjtő területbe beletartoznak a területén átfolyó folyóvizek és a szárazföld, ahonnan a víz ezekbe folyik. A vízgyűjtő területeket vízválasztók, azaz hegy- vagy dombvonulatok választják el egymástól, de előfordul a völgyi vízválasztó is, például Külső-Somogy területén a Balaton vízválasztója több helyen völgyi vízválasztó.
Előfordul, hogy a felszíni vizek vízválasztója és a felszín alatti vizek vízválasztója eltér. Ilyen a helyzet a Schwäbische Alb egyes területein, ahol a felszíni vizek a Rajna vízgyűjtőjéhez tartozó Neckarba folynak, míg a felszín alatti karsztvizek a Blaun keresztül a Dunába.
A világ legnagyobb vízgyűjtő területe az Amazonas folyóé, amelynek területe 6 144 727 km² (Dél-Amerika területének egyharmada).